# Mal na Terra Média

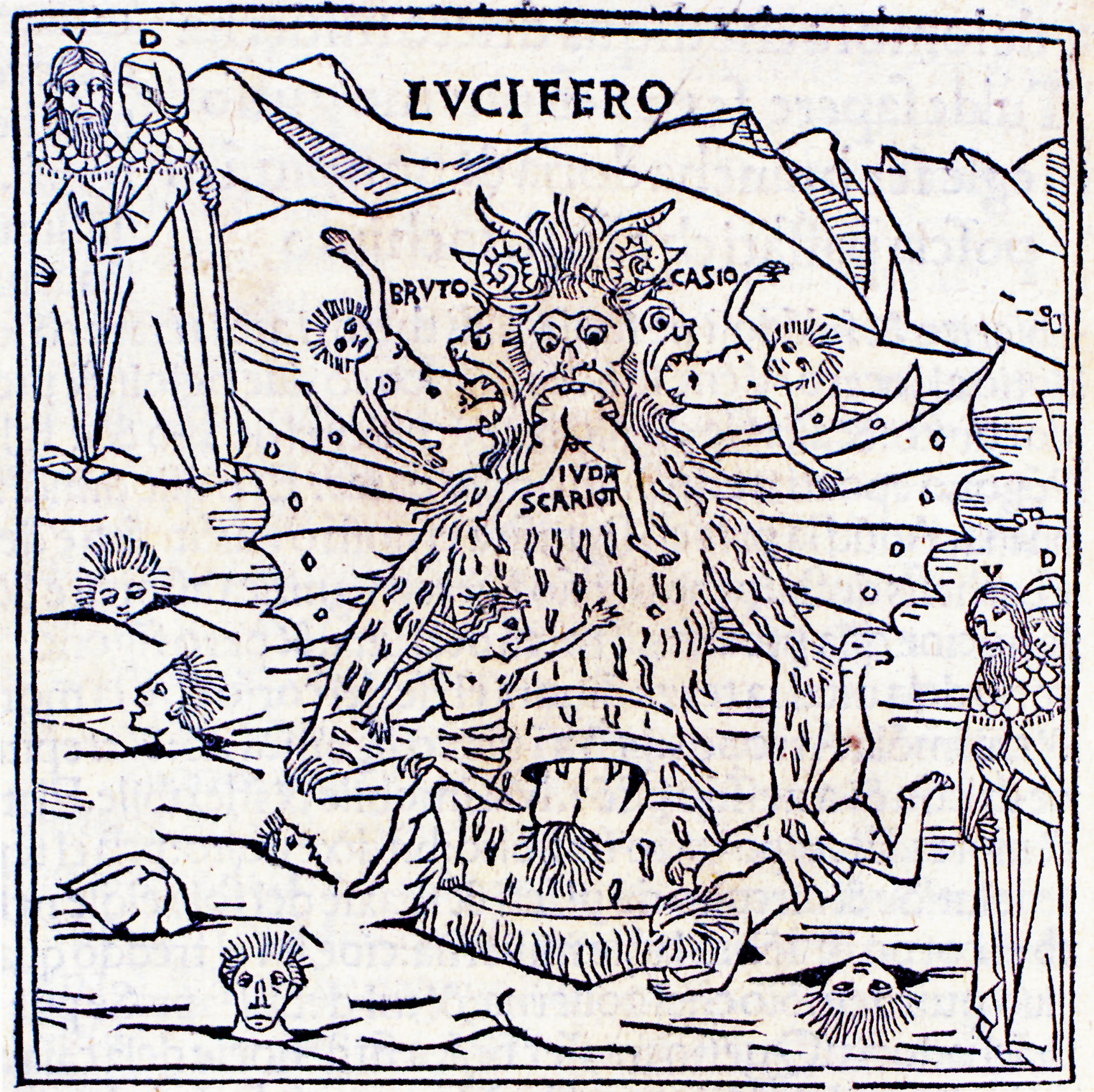
O senhor sombrio Melkor, de J. R. R. Tolkien, foi comparado a Lúcifer, por ser um ser espiritual poderoso que se rebela contra seu criador. Ilustração de Lúcifer devorando almas humanas em Inferno, de Dante Alighieri, canto 33. Pietro di Piasi, Veneza, 1491.

O Mal está sempre presente no universo ficcional de Terra Média, criado por J. R. R. Tolkien. Tolkien mantém uma postura ambígua sobre a questão filosófica do mal: seria ele apenas a ausência do bem, conforme a visão boeciana, ou uma força tão poderosa quanto o bem, em eterna oposição a ele, como na perspectiva maniqueísta? Os principais personagens malignos têm origens diversas. O primeiro é Melkor, o mais poderoso dos Valar, seres imortais e angélicos; ele opta pela discórdia em vez da harmonia e se torna o primeiro senhor sombrio, Morgoth. Seu subordinado, Sauron, é um Maia imortal que assume o papel de senhor sombrio da Terra Média após o banimento de Morgoth. Melkor é frequentemente comparado a Satanás do Livro do Gênesis e ao anjo caído de John Milton em Paraíso Perdido. Outros personagens, como Gollum,  Denethor e Saruman – respectivamente, um Hobbit, um Homem e um Mago – são corrompidos ou enganados pelo mal e encontram mortes ardentes, semelhantes às de seres malignos nas sagas nórdicas.

## Contexto: O catolicismo de Tolkien
J. R. R. Tolkien era um católico romano fervoroso. Ele descreveu O Senhor dos Anéis como uma obra repleta de simbolismo cristão. Diversos temas teológicos permeiam a narrativa, como a luta entre o bem e o mal, o triunfo da humildade sobre o orgulho e a ação da graça divina. A Bíblia e a narrativa cristã tradicional também influenciaram O Silmarillion; em particular, a queda do homem inspirou a Ainulindalë, os conflitos entre os Elfos e a queda de Númenor.

## A natureza do mal

### Maniqueísta, ou agostiniana e boeciana

Visões alternativas do Mal no mundo: a maniqueísta, em que o mal coexiste com o bem, e a boeciana, em que o mal é a ausência do bem. Ambas as perspectivas aparecem nas obras de Tolkien sobre a Terra Média. Além disso, a criação do mundo como algo intrinsecamente bom reflete o agostinianismo.

O acadêmico Tom Shippey [en] argumenta que O Senhor dos Anéis reflete o antigo debate cristão sobre a natureza do Mal. Shippey destaca a fala de Elrond: "nada é mau no início. Nem mesmo [o Senhor Sombrio] Sauron o era". Ele interpreta isso como uma indicação de que todas as coisas foram criadas boas, tornando-se más ao se afastarem do bem, uma visão boeciana (o mal como ausência do bem). Essa perspectiva coexiste com a visão maniqueísta, na qual bem e mal são forças igualmente poderosas, em constante conflito no mundo. A experiência de Tolkien na Primeira Guerra Mundial [en] reforça a visão maniqueísta: o mal parecia tão poderoso quanto o bem e poderia facilmente ter prevalecido, um tema também presente na Terra Média. A fala de Elrond é interpretada por estudiosos como indicativa de um universo agostiniano, criado intrinsecamente bom.

### Personificado
O jesuíta John L. Treloar observa que o Livro do Apocalipse personifica o mal nos Quatro Cavaleiros do Apocalipse: o primeiro, montado em um cavalo branco, simboliza um rei conquistador; o segundo, vermelho e portando uma espada, representa a guerra sangrenta; o terceiro, negro e segurando uma balança, indica a fome; e o último, verde, é a morte. Treloar comenta que essa personificação intensifica o impacto emocional e que os Espectros do Anel (Nazgûl) são apresentados como "cavaleiros aterrorizantes que trazem esses quatro males ao mundo. Eles buscam conquista, guerra e morte, e a terra que governam [em Mordor] é improdutiva".

### Relacionado à sapiência
Tolkien, um católico romano devoto, criou o que ele próprio considerava um dilema moral [en] ao dotar povos supostamente malignos da Terra Média, como os Orcs, com a capacidade de fala. Isso os identificava como seres conscientes e sapientes, capazes de discutir sobre certo e errado. Dentro do contexto cristão de Tolkien, isso implicava que os orcs possuíam almas, tornando sua matança moralmente problemática sem uma justificativa sólida. Os orcs são as principais forças do inimigo em O Senhor dos Anéis, sendo massacrados em grande número, como nas batalhas do Abismo de Helm e dos Campos do Pelennor.
Se Tolkien quisesse que matar orcs não fosse um problema ético, eles precisariam ser desprovidos de senso moral, como animais comuns. Isso os tornaria inimigos ferozes, mas não sapientes. Tanto Tolkien quanto outros estudiosos reconheceram a contradição dessa posição: se os orcs fossem essencialmente "feras", não deveriam ter senso moral; se fossem Elfos corrompidos, tratá-los como "outros" a serem massacrados seria uma forma de racismo. Tolkien tentou resolver esse dilema em várias ocasiões, mas não encontrou uma solução que considerasse satisfatória.

## Senhores sombrios

### Morgoth

Na análise de Tom Shippey, Melkor/Morgoth de O Silmarillion é análogo a Satanás do Livro do Gênesis.

O primeiro senhor das trevas [en] da Terra Média é Morgoth, apresentado em O Silmarillion. Morgoth, originalmente chamado Melkor, é o mais poderoso dos Valar, seres divinos ou angélicos. Ele escolhe seguir seu próprio caminho, em vez de obedecer ao criador, e semeia a discórdia. Posteriormente, é renomeado Morgoth, o inimigo sombrio. Seu subordinado, Sauron, um Maia de menor poder, é um dos vários espíritos seduzidos a servi-lo. Morgoth declara guerra aos Elfos de Beleriand. Por fim, os Valar invocam o criador, Eru Ilúvatar, que intervém; Morgoth é destruído em meio à devastação de sua fortaleza, Thangorodrim, e Beleriand afunda sob as ondas, encerrando a Primeira Era da Terra Média.
Melkor é frequentemente comparado a Satanás, outrora o maior dos anjos de Deus, Lúcifer, mas que caiu por causa do orgulho e se rebelou contra seu criador. Morgoth também é associado ao anjo caído de John Milton em Paraíso Perdido, outra figura satânica. Tom Shippey argumenta que O Silmarillion reflete o Livro do Gênesis, com sua criação e queda, sugerindo que até Melkor começou com boas intenções. Marjorie Burns [en] observa que Tolkien usou características do deus nórdico Odin para criar diversos personagens, atribuindo a Gandalf qualidades positivas, enquanto Morgoth herda sua destrutividade, malevolência e engano. Verlyn Flieger [en] destaca que a principal tentação no legendário de Tolkien é o desejo de posse, que afeta figuras centrais como Melkor e Fëanor.

### Sauron

Transmissão do mal na Terra Média, iniciada pelo senhor sombrio Morgoth e seu subordinado Sauron.

#### Homens enganados: a destruição de Númenor
Na Segunda Era, Sauron engana os Homens de Númenor, induzindo-os a buscar a  imortalidade ao invadir Valinor. Quando a frota númenoriana chega lá, Eru Ilúvatar intervém novamente. O mundo plano é remodelado em uma esfera, a frota é destruída, e Númenor é submersa, encerrando a Segunda Era em um cataclismo que lembra a lenda de Atlântida. Os fiéis, liderados por  Elendil, que se opuseram ao ataque a Valinor, escapam para a Terra Média.

#### Elfos enganados: os Anéis de Poder e os Nazgûl
Sauron sobrevive e assume o papel de senhor sombrio na Terceira Era. Ele auxilia os Elfos a criarem os Anéis de Poder, que pretendem usar para o bem. No entanto, Sauron os engana, forjando secretamente o Um Anel, no qual deposita grande parte de seu poder, ganhando controle sobre os outros anéis. Os Elfos percebem sua traição e escondem seus três anéis, impedindo seu domínio. Sauron entrega sete anéis aos senhores dos Anãos e nove aos senhores dos Homens. Estes últimos se tornam os Espectros do Anel, os Nazgûl, corrompidos e escravizados por sua vontade. Com o Um Anel, Sauron constrói a Torre Sombria de Mordor, Barad-dûr, e reúne exércitos de Orcs, Homens, Trolls e outras criaturas. Elfos liderados por  Gil-galad e Homens sob o comando de Elendil enfrentam Mordor. Juntos, derrotam Sauron, mas ao custo de suas próprias vidas; Isildur, filho de Elendil, corta o Um Anel da mão de Sauron, mas não o destrói.

#### A Guerra do Anel
Séculos depois, Sauron se rematerializa, reconstrói Mordor e seus exércitos. Ele descobre que o Um Anel não foi destruído e envia os Nazgûl para recuperá-lo: se o recuperar, seu poder maligno dominará toda a Terra Média. Na Guerra do Anel, o Um Anel é finalmente destruído, graças à coragem combinada dos Povos Livres da Terra Média, à confusão causada pelo traidor Saruman, à incapacidade de Sauron de prever a  missão para destruir o Anel e ao mal de Gollum, que, inesperadamente, resulta em um desfecho positivo. Como diz o rei  Théoden em um provérbio [en], "muitas vezes o mal vontade o mal destrói". A Terceira Era termina, deixando a Terra Média como um mundo dominado pelos Homens.

### Monstros espirituais
Joe Abbott descreve os senhores sombrios Morgoth e Sauron como monstros, inteligentes e poderosos, mas completamente dominados pelo mal. Ele observa que, em Os Monstros e os Críticos, Tolkien diferenciou  monstros comuns, que são apenas físicos, de monstros também espirituais: "A distinção [está] entre um ogro demoníaco e um demônio que se revela na forma de um ogro — entre um monstro que devora o corpo e causa a morte temporal, habitado por um espírito amaldiçoado, e um espírito maligno que visa, em última instância, a alma, trazendo a morte eterna". Ao transcender os limites do corpo com esses senhores sombrios monstruosos, Tolkien, na visão de Abbott, realizou a "transformação definitiva" para um autor cristão, criando "um monstro muito mais aterrorizante" do que qualquer adversário físico.

### Presidindo quedas sucessivas
O poder maligno dos senhores sombrios provoca quedas sucessivas na história da Terra Média, refletindo o padrão bíblico em que o homem é expulso do paraíso original para o mundo comum, sem possibilidade de retorno. Morgoth preside a destruição das duas Lâmpadas, depois das Duas Árvores de Valinor, e, por fim, das guerras devastadoras pelas Silmarils. Tolkien observou que reflexos da queda do homem bíblica podem ser vistos na Ainulindalë, no Massacre em Alqualondë e, sob a influência de Sauron, na queda de Númenor. Sauron é finalmente destruído na Guerra do Anel, mas mesmo essa vitória marca o declínio ou desaparecimento de todos os povos não humanos da Terra Média, incluindo Elfos e Anões.

## Personagens malignos

### Rei-Bruxo de Angmar
| “                     | Um retrato boeciano do Mal Cavalgou o Senhor dos Nazgûl. Uma grande forma negra contra as chamas ao longe, ele se ergueu, crescendo como uma vasta ameaça de desespero. Cavalgou o Senhor dos Nazgûl, sob o arco que nenhum inimigo jamais atravessara, e todos fugiram diante de sua presença. Mas um resistiu. Lá, esperando, silencioso e imóvel no espaço diante do Portão, estava Gandalf sobre Shadowfax: Shadowfax, o único entre os cavalos livres da terra a suportar o terror, firme, inabalável como uma estátua em Rath Dínen. "Você não pode entrar aqui", disse Gandalf, e a enorme sombra parou. "Volte ao abismo preparado para você! Volte! Caia no vazio que aguarda você e seu Mestre. Vá!" O Cavaleiro Negro jogou o capuz para trás, e eis! Ele usava uma coroa real; mas não havia cabeça visível para sustentá-la. Fogos vermelhos brilhavam entre a coroa e os ombros largos e escuros. De uma boca invisível veio uma risada mortal. "Velho tolo!", disse ele. "Velho tolo! Esta é a minha hora. Não reconhece a Morte quando a vê? Morra agora e amaldiçoe em vão!" E com isso, ergueu a espada, e chamas correram pela lâmina... | ” |
| — "O Cerco de Gondor" | |   |

O  Rei-bruxo de Angmar é o Senhor dos Nazgûl, um antigo rei do reino setentrional de Angmar, que guerreou contra o reino númenoriano de Arnor e o destruiu. Comentadores observam que o Senhor dos Nazgûl opera em um nível mítico ao se autoproclamar a Morte e destruir os portões de Minas Tirith com  feitiços mágicos. Em um nível teológico, ele personifica uma visão do mal semelhante à descrição de Karl Barth do mal como das Nichtige, uma força ativa e poderosa que, no entanto, revela-se vazia.

### Gollum
Gollum, segundo Burns, é "um ladrão, assassino de parentes, acumulador de tesouros, avesso ao sol, habitante das profundezas que deveria estar morto", semelhante a uma criatura tumular. Como o próprio Gollum declara: "Estamos perdidos, perdidos... Sem nome, sem propósito, sem Precioso, nada. Apenas vazios. Apenas famintos; sim, estamos famintos". Verlyn Flieger sugere que Gollum é a figura monstruosa central de Tolkien, comparando-o a Grendel e ao dragão de Beowulf [en], "um hobbit deformado e quebrado cuja forma humana e ganância draconiana combinam os dois tipos de monstro de Beowulf em uma única figura". Burns observa que Gollum possui outros traços dos mortos-vivos da mitologia nórdica: força sobrenatural, exigindo combate físico; ele pode parecer negro, mas tem a pele "branca como osso".

### Saruman
Saruman é o líder dos Istari, magos enviados à Terra Média em forma humana pelos Valar para desafiar Sauron. Ele passa a desejar o poder de Sauron para si, traindo os Istari e tentando dominar a Terra Média pela força, criando um exército em sua fortaleza de Isengard. Ele incorpora os temas da natureza corruptora do poder e do uso da  tecnologia em oposição à natureza. Seu desejo por conhecimento e ordem leva à sua queda, ao se submeter à vontade maligna de Sauron, influenciado pelo uso de um palantír e pelo estudo das "artes do inimigo". Ele rejeita a oportunidade de redenção quando esta lhe é oferecida.

### Denethor
Denethor é o Regente de Gondor, um reino vizinho e oposto a Mordor. Ele é retratado como amargurado e desesperado enquanto as forças de Mordor cercam Gondor. Embora não se alie a Sauron, seu uso de um palantír permite que Sauron o engane sobre eventos presentes e futuros. Tom Shippey comenta que isso faz parte de um padrão relacionado ao uso enganador do palantír, sugerindo que não se deve tentar prever o futuro, mas  Sorte e destino na Terra Média e decidir com base na própria vontade, enfrentando o dever com coragem [en] em cada situação. Críticos destacam o contraste entre Denethor e Théoden, o bom rei de Rohan, e Aragorn, o verdadeiro rei de Gondor. Outros compararam Denethor ao Shakespeare de Rei Lear, que cai em um desespero perigoso.

## Mortes de personagens malignos
Marjorie Burns observa que vários personagens monstruosos ou malignos da Terra Média morrem de maneiras que lembram os "mortos-vivos das sagas nórdicas", sendo destruídos por fogo suficiente para eliminá-los completamente. Gollum é consumido pelo fogo, o recurso final para "deter os mortos inquietos". De forma semelhante, os Nazgûl, já espectros, são destruídos ao mesmo tempo que o Um Anel, ardendo em seu voo final, "disparando como raios flamejantes" e terminando em "ruína ardente" ao serem incinerados. Burns afirma que Tolkien cria "um padrão claro" para personagens "que tomam mais do que lhes é devido e que se aliaram à morte", citando Sauron, Saruman e Denethor como exemplos daqueles que encontram uma "destruição final e merecida".
| Personagem mal | Origem                         | Ações | Morte por fogo |
| -------------- | ------------------------------ | --- | --- |
| Gollum         | Hobbit                         | Busca constantemente o Um Anel e finalmente o arranca da mão de Frodo                                                                     | Cai no fogo das Fendas da Perdição em Orodruin                                                                    |
| Nazgûl         | Rei dos Homens                 | Obedecer às ordens de Sauron, levar mensagens para Orthanc, aterrorizar seus inimigos                                                     | Aparentemente em chamas em seu voo final, “disparando como raios flamejantes”, terminando em “ruína ardente”      |
| Sauron         | Um Maia, assistente de Morgoth | Cria o Um Anel para dominar a Terra Média; usa-o para construir Mordor e a Torre Negra; torna-se o “Necromante”, comungando com os mortos | “Virtualmente indestrutível": desfeito pelo fogo, sua sombra foi levada pelo vento                                |
| Saruman        | Mago, um Maia                  | Imitador de Sauron; cria um exército em Isengard, mora na torre de Orthanc; está do lado da morte                                         | Como Maia, deveria ser imortal; transforma-se em “névoa cinza... como fumaça de um incêndio”; é levada pelo vento |
| Denethor       | Dúnedain, Regente de Gondor    | Vive na cidade moribunda de Minas Tirith; planeja morrer, matando com ele seu único filho remanescente, Faramir                           | Morre queimado em uma pira funerária, segurando seu Palantír mágico                                               |

### J. R. R. Tolkien
1. ↑  (Carpenter 2023, Cartas #142 para Robert Murray, S.J., 2 de Dezembro de 1953)
2. ↑  (Carpenter 2023, Cartas #181 to Michael Straight, drafts, early 1956)
3. 1 2  (Carpenter 2023, Cartas #131 para Milton Waldman, final de 1951)
4. 1 2  (Tolkien 1954a), livro 2, cap. 2 "O Conselho de Elrond"
5. ↑  (Tolkien 1984b, "The Tale of Tinúviel")
6. ↑  (Tolkien 1977, cap. 3 "Da Chegada dos Elfos"; cap. 10 "Dos Sindar")
7. ↑  (Tolkien 1984b) "A Queda de Gondolin"
8. ↑  (Tolkien 1977), "Ainulindalë"
9. ↑  (Tolkien 1993), pp. 194, 294
10. ↑  (Tolkien 1977), "Valaquenta"
11. ↑  (Tolkien 1977), cap. 13, "Do Retorno dos Noldor"
12. ↑  (Tolkien 1977), cap. 18, "Da Ruína de Beleriand"
13. ↑  (Tolkien 1977), cap. 20, "Da Quinta Batalha: Nirnaeth Arnoediad"
14. ↑  (Tolkien 1977), cap. 24, "Da Viagem de Eärendil e a Guerra da Ira"
15. 1 2 3 4 5 6  (Tolkien 1977, "Dos Anéis de Poder e da Terceira Era")
16. ↑  (Carpenter 2023, #211 to Rhona Beare, 14 October 1958)
17. ↑  (Tolkien 1955, Apêndices)
18. ↑  (Tolkien 1954a, livro 1, cap. 2 "A Sombra do Passado")
19. ↑  (Tolkien 1954, livro 3, cap. 9 "O Palantir")
20. 1 2  (Tolkien 1955), livro 5, cap. 4, "O Cerco de Gondor"
21. ↑  (Tolkien 1954), livro 4, cap. 6 "O Lago Proibido"
22. ↑  (Tolkien 1955), livro 3, cap. 3 "Monte da Perdição"

- Tolkien, J. R. R. (1954a). The Lord of the Rings: The Fellowship of the Ring [O Senhor dos Anéis: A Sociedade do Anel]. Boston: Houghton Mifflin. OCLC 9552942
- Tolkien, J. R. R. (1954). The Lord of the Rings: The Two Towers [O Senhor dos Anéis: As Duas Torres]. Boston: Houghton Mifflin. OCLC 1042159111
- Tolkien, J. R. R. (1955). The Lord of the Rings: The Return of the King [O Senhor dos Anéis: O Retorno do Rei]. Boston: Houghton Mifflin. OCLC 519647821
- Tolkien, J. R. R. (1977).  Tolkien, Christopher, ed. The Silmarillion [O Silmarillion]. Boston: Houghton Mifflin. ISBN 978-0-395-25730-2
- Tolkien, J. R. R. (1984b).  Tolkien, Christopher, ed. The Book of Lost Tales [O livro de contos perdidos]. 2. Boston: Houghton Mifflin. ISBN 0-395-36614-3
- Tolkien, J. R. R. (1993).  Tolkien, Christopher, ed. Morgoth's Ring [Anel de Morgoth]. Boston: Houghton Mifflin. ISBN 0-395-68092-1